# دهنه (شابران)
دهنه (به لاتین: Dəhnə) یک منطقه مسکونی در جمهوری آذربایجان است که در شهرستان شابران واقع شده است.